# Chabrey
Chabrey es una localidad y antigua comuna suiza del cantón de Vaud, situada en el distrito de Broye-Vully, a orillas del lago de Neuchâtel. Limitaba al noreste con las comunas de Cudrefin, al este con Montagny, al sureste con Villars-le-Grand, al sur con Delley-Portalban (FR), y al oeste Neuchâtel (NE).
La comuna hizo parte hasta el 31 de diciembre de 2007 del distrito de Avenches, círculo de Cudrefin. Desde 1 de julio de 2011 entró en vigor la fusión de la comuna de Chabrey con las comunas de Bellerive, Constantine, Montmagny, Mur, Vallamand y Villars-le-Grand en la nueva comuna de Vully-les-Lacs.

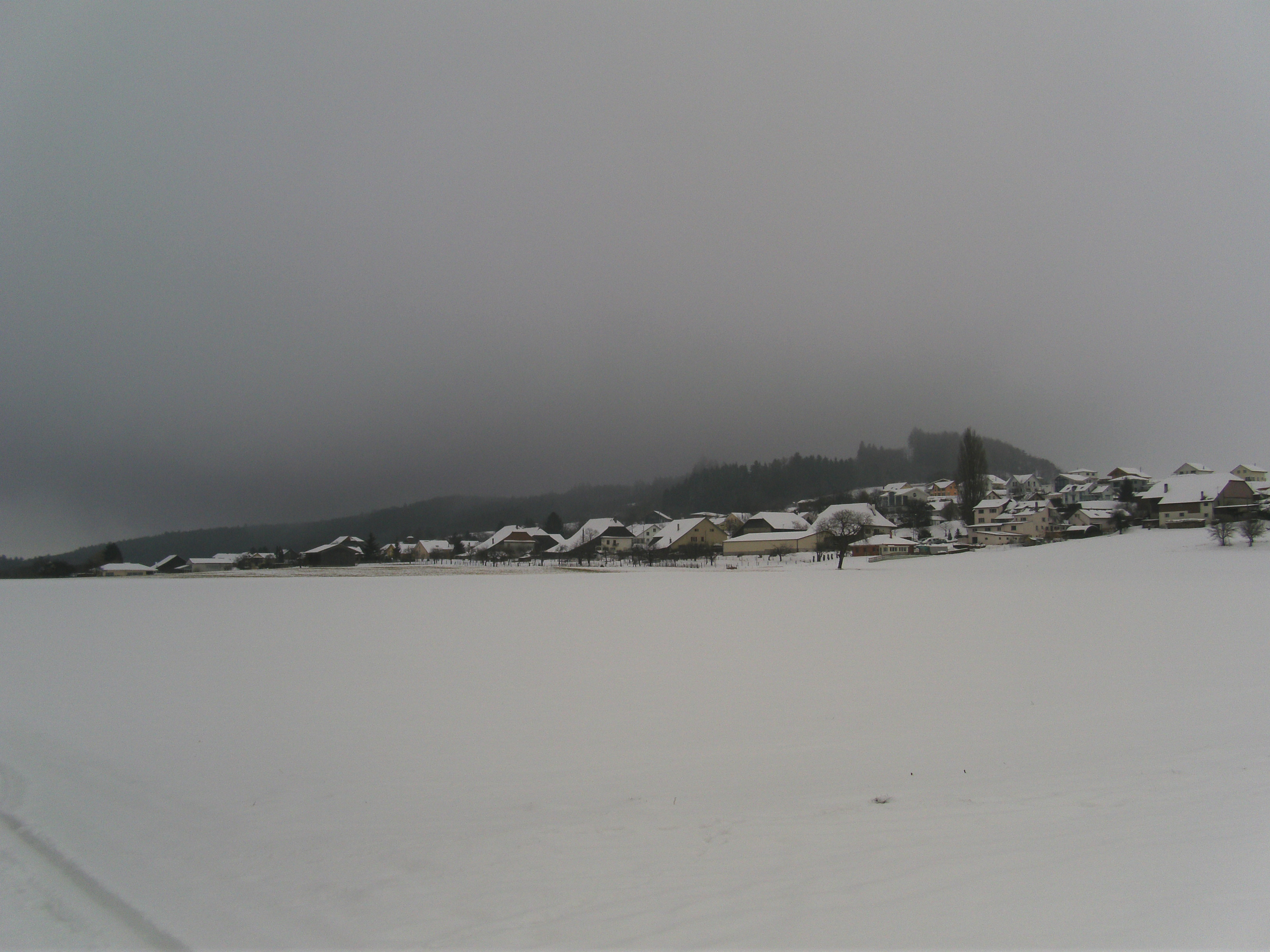
Invierno en Chabrey.